# Phoberomys pattersoni
Espèce
Phoberomys pattersoni est une espèce fossile de rongeurs qui vivait dans l'ancien delta de l'Orénoque, il y a environ 9 à 6,8 Ma (millions d'années) durant le Miocène supérieur.

## Description
Un squelette quasi complet de Phoberomys pattersoni, découvert à Urumaco, au Venezuela en 2000, a permis aux chercheurs de reconstituer sa taille, son aspect et son mode de vie probable. Il faisait 3 mètres de long, avec en plus une queue de 1,5 mètre et pesait environ 700 kg. C'est la seconde plus grande espèce parmi les sept rattachées au genre Phoberomys. Comme bien d'autres rongeurs, Phoberomys était herbivore.

## Systématique
Le nom valide complet (avec auteur) de ce taxon est Phoberomys pattersoni Bondesio (d) & Bocquentin‐Villanueva (d), 1988.
Phoberomys pattersoni a pour synonyme :
- Dabbenea pattersoni Mones, 1980